# Lastrup, Minnesota
Lastrup, Minnesota (енгл. Lastrup) град је у америчкој савезној држави Минесота.

## Демографија
По попису из 2010. године број становника је 104, што је 5 (5,1%) становника више него 2000. године.
| Група             | 2000.      | 2010.        |
| Белци             | 97 (98,0%) | 104 (100,0%) |
| Афроамериканци    | 0 (0,0%)   | 0 (0,0%)     |
| Азијати           | 0 (0,0%)   | 0 (0,0%)     |
| Хиспаноамериканци | 1 (1,0%)   | 0 (0,0%)     |
| Укупно            | 99         | 104          |